# Rhamphomyia calvimontis
Rhamphomyia calvimontis är en tvåvingeart som beskrevs av Cockerell 1916. Rhamphomyia calvimontis ingår i släktet Rhamphomyia och familjen dansflugor.
Artens utbredningsområde är Colorado. Inga underarter finns listade i Catalogue of Life.